# Peter Hric
Peter Hric, né le 17 juin 1965 à Spišská Nová Ves et mort le 14 mars 2025, est un coureur cycliste tchécoslovaque puis slovaque.
D'abord spécialisé en cyclo-cross, il monte cinq fois sur le podium du championnat de Tchécoslovaquie, remporte deux fois le cyclo-cross de Rome, manche du Superprestige, et prend la quatrième place du championnat du monde amateurs en 1989. Il fait ensuite carrière en VTT et représente la Slovaquie aux Jeux olympiques de 1996.

## Palmarès en cyclo-cross
- 1981-1982
  - 5e du championnat du monde de cyclo-cross juniors
- 1982-1983
  -  Médaillé de bronze du championnat du monde de cyclo-cross juniors
- 1983-1984
  - 7e du championnat du monde de cyclo-cross amateurs
- 1984-1985
  - 6e du championnat du monde de cyclo-cross amateurs
- 1985-1986
  - 2e du championnat de Tchécoslovaquie de cyclo-cross
  - 9e du championnat du monde de cyclo-cross amateurs
- 1986-1987
  - Cyclo-cross de Rome (Superprestige)
- 1988-1989
  - Cyclo-cross de Rome (Superprestige)
  - 3e du championnat de Tchécoslovaquie de cyclo-cross
  - 4e du championnat du monde de cyclo-cross amateurs
- 1989-1990
  - Cyclo-cross d'Igorre
  - 2e du championnat de Tchécoslovaquie de cyclo-cross
  - 10e du championnat du monde de cyclo-cross amateurs
- 1990-1991
  - 3e du championnat de Tchécoslovaquie de cyclo-cross
- 1991-1992
  - 2e du championnat de Tchécoslovaquie de cyclo-cross

## Palmarès en VTT
- 1993
  -  Médaillé de bronze du championnat d'Europe de cross-country